# 小行星7632
小行星7632（英語：7632 Stanislav）是一颗围绕太阳公转的小行星。1982年10月20日，柳德米拉·卡拉季奇在克里米亚发现了此天体。
这颗小行星的绝对星等为202.909007937237等。